# 罗克 (卡尔瓦多斯省)
罗克（法語：Rocques，法語發音：[ʁɔk] ⓘ）是法国卡尔瓦多斯省的一个市镇，属于利雪区。

## 地理
罗克（49°10'16"N, 0°14'35"E）面积6.14 平方千米，位于法国诺曼底大区卡爾瓦多斯省，该省份为法国西北部沿海省份，北濒大西洋英吉利海峡，东北与滨海塞纳省以海上边界相接，东临厄尔省，南至奧恩省，西与芒什省接壤。
与罗克接壤的市镇（或旧市镇、城区）包括：福盖尔农、埃米瓦勒莱沃、利雪、诺罗勒、乌伊勒维孔特。

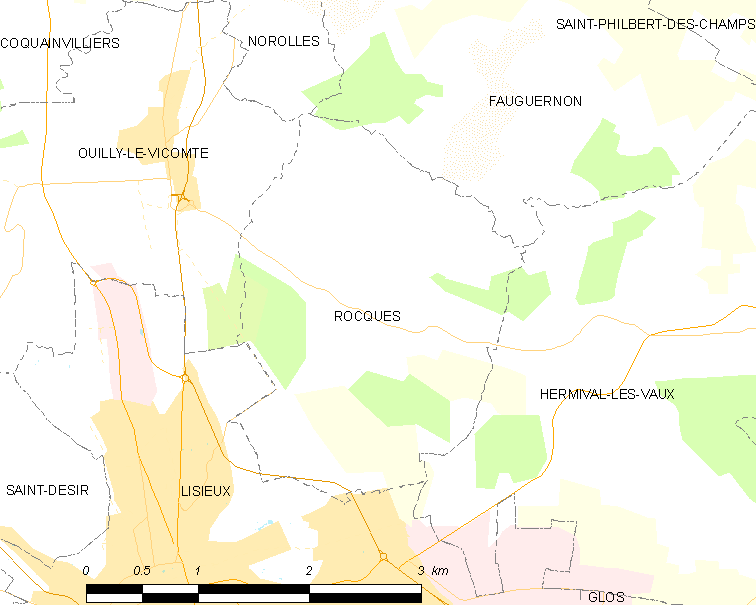
的OSM定位图

罗克的时区为UTC+01:00、UTC+02:00（夏令时）。

## 行政
罗克的邮政编码为14100，INSEE市镇编码为14540。

## 政治
罗克所属的省级选区为蓬莱韦克县。

## 人口

1962-2008年间人口变化图示

罗克于2022年1月1日时的人口数量为286人。